# マヨロン
マヨロンは、仮説上の素粒子の一つ。宇宙の初期に存在し、ニュートリノと反ニュートリノを生成したと考えられている。この時、マヨロンが生成したニュートリノと反ニュートリノの数は等しくなく、これによりクォークと反クォークの生成された数が異なったため、宇宙の物質・反物質がすべて対消滅してしまうことなしに、宇宙は物質に溢れるものになったと仮説が立てられている。この仮説によれば、マヨロンこそがこの宇宙を豊かな物質が存在する世界にしてくれたと言える。

## 文献
マイケル・ブルックス、久保尚子『THE BIG QUESTIONS Physics ビッグクエスチョンズ 物理』ディスカヴァー・トゥエンティワン、2014年。